# Xinglongzhuang (köping i Kina, Shandong)
Xinglongzhuang (kinesiska: 兴隆庄镇, 兴隆庄) är en köping i Kina. Den ligger i provinsen Shandong, i den östra delen av landet, omkring 130 kilometer söder om provinshuvudstaden Jinan. Antalet invånare är 58045. Befolkningen består av 29 156 kvinnor och 28 889 män. Barn under 15 år utgör 15,0 %, vuxna 15-64 år 74 %, och äldre över 65 år 9,0 %.
Genomsnittlig årsnederbörd är 904 millimeter. Den regnigaste månaden är juli, med i genomsnitt 228 mm nederbörd, och den torraste är januari, med 6 mm nederbörd.